# Amir Karaoui
Amir Karaoui (Amnéville, 3 augustus 1987) is een Algerijns voetballer die doorgaans speelt als middenvelder. In juli 2025 verruilde hij FC Schifflange 95 voor ES Villerupt-Thil.

## Clubcarrière
Karaoui speelde in zijn geboorteland Frankrijk in de jeugdopleiding van Rombas en hij was achtereenvolgens actief voor de Franse amateurclubs RS Margny, UL Rombas en USB Longwy. In 2009 vertrok de verdedigende middenvelder naar het vaderland van zijn ouders, Algerije, waar hij voor promovendus El Eulma ging spelen. Na twee jaar verkaste Karaoui naar Sétif. Hij kroonde zich met Sétif in 2012 tot landskampioen en bekerwinnaar en ook in 2013 werd de landstitel binnengehaald. Een jaar hierna verkaste Karaoui naar Alger. Vier jaar na zijn vertrek keerde de Algerijn terug bij Sétif. In 2022 nam Chelghoum Laïd hem over, om in januari 2023 voor Al-Washm te gaan spelen en later in november voor ES Gandrage. Het Luxemburgse FC Schifflange 95 contracteerde hem in augustus 2024 en in juli 2025 verkaste hij naar ES Villerupt-Thil.

## Interlandcarrière
Karaoui maakte zijn debuut in het Algerijns voetbalelftal op 10 september 2013. Op die dag werd een WK-kwalificatieduel met Mali met 1–0 gewonnen. De middenvelder mocht van bondscoach Vahid Halilhodžić in de tweede helft invallen voor Mehdi Mostefa. Op 12 mei 2014 werd bekendgemaakt dat Karaoui onderdeel uitmaakte van de Algerijnse voorselectie voor het WK 2014 in Brazilië. Hij haalde de definitieve selectie echter niet.
| Interlands van Amir Karaoui voor Algerije | Interlands van Amir Karaoui voor Algerije | Interlands van Amir Karaoui voor Algerije | Interlands van Amir Karaoui voor Algerije | Interlands van Amir Karaoui voor Algerije | Interlands van Amir Karaoui voor Algerije |
| №                                         | Datum                                     | Wedstrijd                                 | Uitslag                                   | Competitie                                | Goals                                     |
| Als speler bij Sétif                      | Als speler bij Sétif                      | Als speler bij Sétif                      | Als speler bij Sétif                      | Als speler bij Sétif                      | Als speler bij Sétif                      |
| ----------------------------------------- | ----------------------------------------- | ----------------------------------------- | ----------------------------------------- | ----------------------------------------- | ----------------------------------------- |
| 1                                         | 10 september 2013                         | Algerije – Mali                           | 1 – 0                                     | WK 2014 kwalificatie                      |                                           |

Bijgewerkt op 22 juli 2025.

## Erelijst
| Competitie             |        |                  |       |       |
| Competitie             | Aantal | Jaren            |       |       |
| Sétif                  | Sétif  | Sétif            | Sétif | Sétif |
| ---------------------- | ------ | ---------------- | ----- | ----- |
| Championnat National 1 | 2      | 2011/12, 2012/13 |       |       |
| Republic Cup           | 1      | 2011/12          |       |       |
| Alger                  |        |                  |       |       |
| Republic Cup           | 1      | 2015/16          |       |       |